# Clinton (Indiana)
Clinton es una ciudad ubicada en el condado de Vermillion en el estado estadounidense de Indiana. En el Censo de 2010 tenía una población de 4893 habitantes y una densidad poblacional de 837,04 personas por km².

## Geografía
Clinton se encuentra ubicada en las coordenadas 39°39′40″N 87°24′17″O / 39.66111, -87.40472. Según la Oficina del Censo de los Estados Unidos, Clinton tiene una superficie total de 5.85 km², de la cual 5.8 km² corresponden a tierra firme y (0.84%) 0.05 km² es agua.

## Demografía
Según el censo de 2010, había 4893 personas residiendo en Clinton. La densidad de población era de 837,04 hab./km². De los 4893 habitantes, Clinton estaba compuesto por el 97.55% blancos, el 0.2% eran afroamericanos, el 0.29% eran amerindios, el 0.25% eran asiáticos, el 0% eran isleños del Pacífico, el 0.25% eran de otras razas y el 1.47% pertenecían a dos o más razas. Del total de la población el 1% eran hispanos o latinos de cualquier raza.